# Álvaro Ferrer Vecilla
Álvaro Ferrer Vecilla (17. ožujka 1982.) je španjolski rukometaš. Igra na mjestu krila. Španjolski je reprezentativac. Trenutačno igra za španjolski klub Granollers. 
Bio je u užem izboru španjolskih igrača za europsko prvenstvo 2010. S Granollersom se natjecao u Kupu EHF (2004./05., 2007./08.) i u Kupu pobjednika kupova (2005./2006., 2009./2010.)

## Vanjske poveznice
- EHF